# Fora do Comum
"Fora do Comum" é um single do cantor brasileiro Gusttavo Lima, extraído do álbum Gusttavo Lima e Você, lançado em 2011. A canção chegou a alcançar a posição 31 do Brasil Hot 100. A canção foi composta pelo próprio cantor com a parceria de Deluka.

## Controvérsia
Em fevereiro de 2020, um dos autores da música Deluka moveu uma ação judicial de 20 milhões de reais contra Gusttavo Lima, alegando ser dono de 100% da obra, e afirmando não ter recebido pelos direitos autorais. A defesa do cantor, por sua vez, rebateu as acusações feitas pelo autor dizendo que elas não condizem com a verdade, e que a música seria de fato tanto de Gusttavo quanto de Deluka.
O advogado dele, Adolfo Kennedy Marques Júnior, refutou a afirmação de que Gusttavo é coautor da canção e disse que seu cliente busca os direitos econômicos em torno dos 100% dos lucros provenientes dela.
"O autor exclusivo da música é o De Lucca. Gusttavo não compôs nenhum trecho, harmonia ou melodia da música. Ele recebeu 50% dos direitos da canção, mas reclama agora que tem direito aos outros 50% mais indenização pela mentira de que Gusttavo Lima é coautor da canção", afirma.

## Desempenho nas paradas
| Paradas (2011)                      | Melhor Posição |
| ----------------------------------- | -------------- |
| Brasil - (Billboard Brasil Hot 100) | 31             |